# Сушна сезона
Сушна сезона или сезона суша је годишње раздобље слабих падавина, посебно у тропима. Клима у тропима одређена је тропским кишним појасом,  који се током године креће од северних ка јужним тропима и назад. Тропски кишни појас на јужној хемисфери траје отприлике од октобра до марта. За то време у северним тропима влада сушна сезона са све мање падавинама, а дани су углавном сунчани током читавог периода. Од априла до септембра сезона киша је на северној хемисфери, а у јужним тропима је сушна сезона. По Климатској класификацији Копен, када се говори о тропској клими, месец сушне сезоне се дефинише као месец када је просечна количина падавина испод 60 мм.
Током сушне сезоне влажност је веома ниска, због чега неки басени за наводњавање и неке реке пресушују. Овај недостатак воде (а самим тим и хране) може присилити многе животиње да пређу на плоднија места. Примери таквих животиња су зебре, слонови,  и гну. Због недостатка воде у биљкама, често долази до избијања пожара.
Подаци показују да се у Африци почетак сушне сезоне поклапа са порастом броја оболелих од малих богиња - за које истраживачи верују да би се могли приписати већој концентрацији људи у сушној сезони, јер су пољопривредни радови готово неизводљиви без наводњавања. У то време, неки пољопривредници се селе у градове, стварајући чворишта веће густине насељености и омогућавајући да се болест лакше шири.

## Кишни појас
Кишни појас сеже отприлике на северу од северног повратника и крајње јужно до Јужног повратника. У близини ових географских ширина, постоји једна кишна и једна сушна сезона годишње. На екватору постоје две кишне и две сушне сезоне, јер кишни појас пролази два пута годишње, једном се креће према северу, а једном према југу. Између тропа и екватора може доћи до кратке кишне и дуге кишне сезоне; и кратке сушне и дуге сушне сезоне. Међутим, локална географија може значајно изменити ове климатске обрасце.
Нови подаци показују да у сезонским деловима у Амазонији раст и покривеност лишћа варирају између сушних и кишних сезона - са око 25% више лишћа и бржим растом у сушној сезони. Истраживачи верују да сама Амазонија утиче на почетак влажне сезоне: растом лишћа више испарава вода. Међутим, овај раст се појављује само у нетакнутим деловима око реке Амазон, где истраживачи верују да корење може проћи дубље и скупити више кишнице. Такође се показало да је ниво озона много већи у току сушне него у току кишне сезоне у сливу реке Амазон.
Тропски кишни појас лежи на јужној хемисфери отприлике од октобра до марта; за то време северни тропски крајеви имају сушну сезону са ређим падавинама, а дани су обично сунчани. Од априла до септембра, кишни појас лежи на северној хемисфери, а јужни тропски крајеви имају своју сушну сезону. Према Кепеновој класификацији климе, за тропску климу, месец сушне сезоне је дефинисан као месец када је просечна количина падавина испод 60 mm (2,4 in).
Кишни појас сеже отприлике на север до тропика Рака и до југа до тропика Јарца. У близини ових географских ширина постоји једна влажна и једна сушна сезона годишње. На екватору постоје две влажне и две суве сезоне, пошто кишни појас пролази два пута годишње, једном померајући се на север, а једном на југ. Између тропа и екватора, локације могу имати кратку влажну и дугу влажну сезону; и кратка сушна и дуга сушна сезона. Међутим, локална географија може значајно изменити ове климатске обрасце.

## Суша
Током сушне сезоне, влажност је веома ниска, што доводи до пресушивања неких појилишта и река. Овај недостатак воде (и недостатак снабдевања храном) може натерати многе животиње на испаши да мигрирају на плоднија места. Примери таквих животиња су: зебре, слонови, жирафе, носорози, антилопе и гну, водени биволи, ртски биволи, гаури, тапири, емуи, нојеви, нандуи и кенгури. Због недостатка воде у биљкама чести су шумски пожари (дивљи пожари).

## Базе података
Подаци показују да се у Африци почетак сушне сезоне поклапа са порастом случајева морбила, за које истраживачи верују да се може приписати већој концентрацији људи у сушној сезони, јер су пољопривредне операције су скоро немогуће без наводњавања. За то време, неки фармери се селе у градове, стварајући чворишта веће густине насељености и омогућавајући да се болест лакше шири.

## Истраживање
Нови подаци показују да у сезонским деловима јужноамеричке амазонске прашуме, раст и покривеност лишћа варира између сушне и влажне сезоне — са око 25% више листова и бржим растом у сушној сезони. Истраживачи верују да сам Амазон утиче на почетак влажне сезоне: настанак више лишћа, доводи до испаравања више воде. Међутим, овај раст се појављује само у нетакнутим деловима слива Амазона, где истраживачи верују да корење може досећи дубље и прикупити више кишнице. Такође се показало да су нивои озона много већи у сушној него у влажној сезони у басену Амазона.